# 투르누스
투르누스(Turnus)는 로마 신화에 나오는 루툴리 사람들의 왕이다. 이탈리아 남쪽에 있던 아풀리아 왕국의 다우누스 왕과 베닐리아의 아들이며, 제우스의 구애를 받아 샘의 님프가 된 유투르나의 오빠이다. 헤파이스토스가 스틱스강에 담가 만든 부러지지 않는 검을 아버지로부터 물려받았다고 한다. 라티움 왕 라티누스의 딸인 라비니아와 약혼하였으나, 트로이 전쟁이 끝난 뒤 이탈리아에 온 아이네이아스 때문에 파혼하였다. 이는 딸이 이방인과 결혼해야 한다는 신탁을 받은 라티누스가 아이네이아스를 사윗감으로 받아들였기 때문이다. 투르누스와 아이네아스는 각각 헤라와 아프로디테의 지지를 받으며 싸웠다. 여러 차례의 전투 끝에 투르누스와 아이네이아스는 1대 1 대결로 승부를 결정하기로 하였다. 아이네아스의 공격을 당해내지 못한 투르누스는 쓰러져 살려달라고 애원하였으나, 아이네아스는 투르누스의 허리에 찬 팔라스의 띠가 눈에 띠자 자비심을 거두고 그를 찔러 죽였다.